# هانس زدراژیلا
هانس زدراژیلا (انگلیسی: Hans Zdražila؛ زادهٔ ۱۰ مارس ۱۹۴۱) وزنه‌بردار اهل چکسلواکی بود.
وی در مسابقات کشوری و بین‌المللی در مجموع برندهٔ ۲ مدال طلا، ۲ مدال برنز شده‌است.